# Zalissea, Polonne
Zalissea (în ucraineană Залісся) este un sat în comuna Burtîn din raionul Polonne, regiunea Hmelnîțkîi, Ucraina.

## Demografie
Componența lingvistică a localității Zalissea
     Ucraineană (99,34%)
     Alte limbi (0,66%)
Conform recensământului din 2001, majoritatea populației localității Zalissea era vorbitoare de ucraineană (99,34%), existând în minoritate și vorbitori de alte limbi.